# Convenção coletiva de trabalho
Convenção coletiva de trabalho, ou CCT, é um ato jurídico pactuado entre sindicatos de empregadores e de empregados  para o estabelecimento de regras nas relações de trabalho em todo o âmbito das respectivas categorias (econômica e profissional).
Diferentemente dos acordos coletivos, os efeitos das Convenções não se limitam apenas às empresas acordantes e seus empregados.

## Características
Uma convenção coletiva de trabalho acaba determinando obrigações e direitos para as partes, que devem ser respeitadas durante sua vigência. Ressalta-se que suas cláusulas não podem ferir direitos previstos na legislação, sob pena de nulidade.Costumam criar para os empregados condições mais favoráveis que a lei.

## Negociação coletiva
A convenção coletiva de trabalho é fruto de negociação entre as partes, através de respectivas comissões de negociação, que são escolhidas e têm o poder de negociação outorgado em assembleias convocadas para esta finalidade. Esse processo é chamado de negociação coletiva.
Enquanto a reforma trabalhista avança no Congresso Nacional do Brasil, o Supremo Tribunal Federal (STF) assumiu legítimo protagonismo, corroborando a prevalência do negociado sobre o legislado. Em decisão publicada em 13 de setembro de 2016,  no Diário de Justiça Eletrônico, da lavra do Ministro Teori Zavascki, proveu um recurso extraordinário (RE 895.759) e reformou decisão do Tribunal Superior do Trabalho (TST), que havia anulado uma cláusula de acordo coletivo que excluía o pagamento das horas in itinere. O caso trouxe para o debate a legitimidade dos sindicatos em casos que a negociação coletiva não diminui direitos, e pode apenas aumenta-los. 

## Data base
Segundo a legislação trabalhista brasileira, data base é aquela data na qual os sindicatos representantes das respectivas categorias devem, através de negociação ou ajuizamento de ação coletiva, requerer, rever, modificar ou extinguir normas contidas nos instrumentos normativos de sua categoria. É o mês no qual se discute o reajuste salarial, por exemplo.  

### Rol de reivindicações
O primeiro passo ocorre quando um dos sindicatos, geralmente o laboral, envia o Rol de Reivindicações à outra parte, contendo as exigências da categoria, previamente discutida e aprovada em assembléia. 
Tudo o que diz respeito à relação de emprego das partes representadas pode ser inserido na Convenção Coletiva de Trabalho, porém, dentro do limite legal.  

#### Cláusulas econômicas
Versam sobre a remuneração, como reajustamento, piso salarial, gratificações, valor das horas extras, vales, entre outras.

#### Cláusulas sociais
São as demais cláusulas, que não geram um desembolso imediato por parte dos empregadores - tais como a garantia de emprego por um determinado período, seguro de vida, abono de faltas ao estudante, condições de segurança e higiene do trabalho, etc.

## Validade
Uma convenção coletiva de trabalho terá a validade máxima de dois anos, porém, o mais comum é o prazo de um ano. 
Nada impede que certas cláusulas tenham validade diversa de outras, desde que seja respeitado o limite acima. 

## Aditamento
Durante sua vigência, é licito às partes fazer inclusão, alteração ou supressão de cláusulas, através de um instrumento chamado de aditamento.

## Registro
Conforme o artigo 614 da CLT, a Convenção Coletiva de Trabalho, devidamente assinada, terá que ser registrada no site do Ministério do Trabalho e Emprego (MTE), pelo Sistema Mediador das Relações de Trabalho. Porém, sua eficácia independe do registro no MTE, vez que tal exigência possui fins meramente cadastrais e de publicidade. A eficácia da Convenção Coletiva de Trabalho surge com a assinatura da mesma pelas partes convenentes (no caso, os sindicatos das categorias econômica e profissional).

## Insucesso nas negociações
Caso não haja acordo entre as partes para formalizar uma Convenção Coletiva de Trabalho, as partes poderão ingressar com uma ação junto ao Tribunal Regional do Trabalho (dissídio coletivo), para que este aplique um instrumento normativo, neste caso chamado de Sentença Normativa.
Vale ressaltar que, quando se tratar de dissídio coletivo de natureza econômica, a ação só poderá ser proposta mediante anuência da parte suscitada, de acordo com o art. 114, §2° da Constituição Federal, que foi alterado pela Emenda Constitucional n° 45, de 8 de dezembro de 2004, e estabelece que:
§ 2° Recusando-se qualquer das partes à negociação coletiva ou à arbitragem, é facultado às mesmas, de comum acordo, ajuizar dissídio coletivo de natureza econômica, podendo a Justiça do Trabalho decidir o conflito, respeitadas as disposições mínimas legais de proteção ao trabalho, bem como as convencionadas anteriormente.